# Critics’ Choice Television Awards 2011

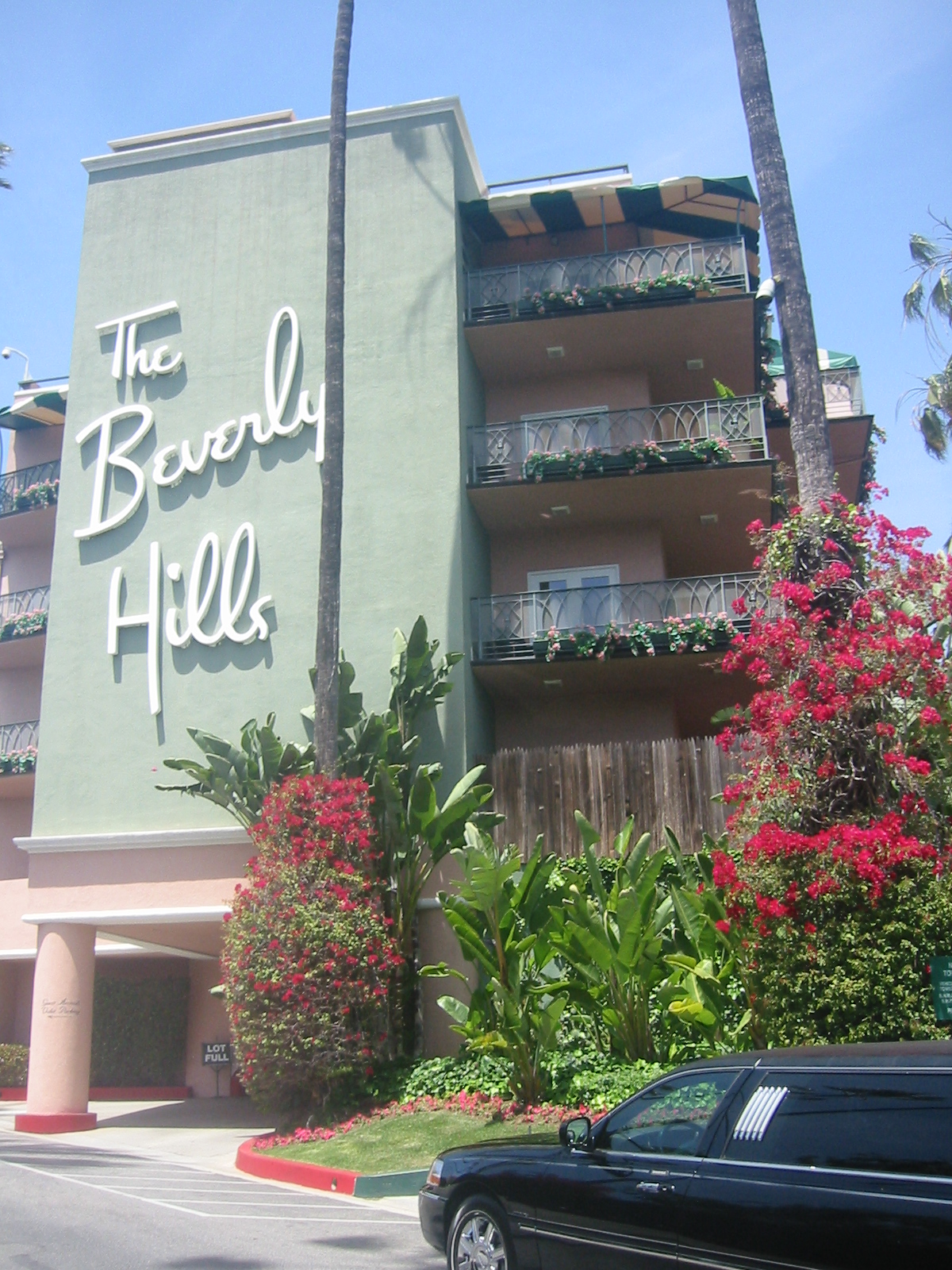
Das Beverly Hills Hotel, Veranstaltungsort der Critics’ Choice Television Awards 2011

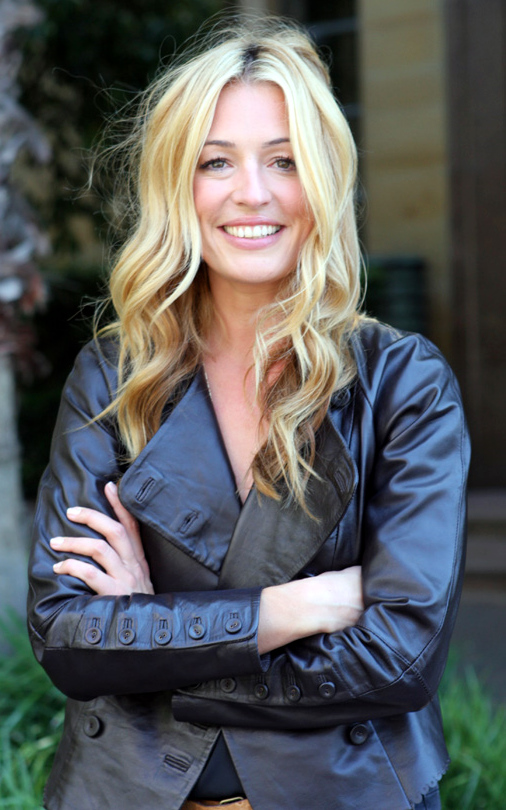
Cat Deeley, Moderatorin der Verleihung

Die Critics’ Choice Television Awards 2011 wurden von der Broadcast Television Journalists Association (BTJA) am 20. Juni 2011 im Beverly Hills Hotel im kalifornischen Beverly Hills vergeben. Die Nominierungen wurden am 5. Juni 2013 bekanntgegeben. Berücksichtigt wurden Programme, die im Zeitraum vom 1. Juni 2010 bis zum 31. Mai 2011 in der Hauptsendezeit ausgestrahlt worden sind. In den Vereinigten Staaten wurde die Zeremonie live über die Website des Senders VH1 gestreamt und zwei Tage später in einer gekürzten Version vom Reelz Channel ausgestrahlt. Moderiert wurde die Veranstaltung von Cat Deeley.
Unabhängig von der eigentlichen Verleihung wurden am 9. Juni 2011 die Awards in der Kategorie Vielversprechendste neue Serie (im Original Most Exciting New Series) verliehen.

## Preisträger und Nominierte
| Serie                       | N | A |
| --------------------------- | - | - |
| Modern Family               | 6 | 1 |
| Mad Men                     | 5 | 3 |
| 30 Rock                     | 4 | 1 |
| Boardwalk Empire            | 4 | 0 |
| Good Wife                   | 4 | 1 |
| Justified                   | 4 | 1 |
| Community                   | 3 | 0 |
| Friday Night Lights         | 3 | 0 |
| Fringe – Grenzfälle des FBI | 3 | 1 |
| The Killing                 | 3 | 0 |
| The Middle                  | 3 | 0 |
| Parks and Recreation        | 3 | 0 |

### Sparte Comedy

#### Beste Comedyserie
Modern Family
30 Rock
Archer
The Big Bang Theory
Community
Glee
Louie
The Middle
Das Büro (The Office)
Parks and Recreation

#### Bester Hauptdarsteller in einer Comedyserie
Jim Parsons – The Big Bang Theory
Alec Baldwin – 30 Rock
Steve Carell – Das Büro (The Office)
Louis C.K. – Louie
Charlie Day – It’s Always Sunny in Philadelphia
Joel McHale – Community

#### Beste Hauptdarstellerin in einer Comedyserie
Tina Fey – 30 Rock
Courteney Cox – Cougar Town
Edie Falco – Nurse Jackie
Patricia Heaton – The Middle
Martha Plimpton – Raising Hope
Amy Poehler – Parks and Recreation

#### Bester Nebendarsteller in einer Comedyserie
Neil Patrick Harris – How I Met Your Mother
Ty Burrell – Modern Family
Nick Offerman – Parks and Recreation
Ed O’Neill – Modern Family
Danny Pudi – Community
Eric Stonestreet – Modern Family

#### Beste Nebendarstellerin in einer Comedyserie
Busy Philipps – Cougar Town
Julie Bowen – Modern Family
Jane Krakowski – 30 Rock
Jane Lynch – Glee
Eden Sher – The Middle
Sofía Vergara – Modern Family

### Sparte Drama

#### Beste Dramaserie
Mad Men
Boardwalk Empire
Dexter
Friday Night Lights
Fringe – Grenzfälle des FBI (Fringe)
Game of Thrones
Good Wife (The Good Wife)
Justified
The Killing
The Walking Dead

#### Bester Hauptdarsteller in einer Dramaserie
Jon Hamm – Mad Men
Steve Buscemi – Boardwalk Empire
Kyle Chandler – Friday Night Lights
Michael C. Hall – Dexter
William H. Macy – Shameless
Timothy Olyphant – Justified

#### Beste Hauptdarstellerin in einer Dramaserie
Julianna Margulies – Good Wife (The Good Wife)
Connie Britton – Friday Night Lights
Mireille Enos – The Killing
Elisabeth Moss – Mad Men
Katey Sagal – Sons of Anarchy
Anna Torv – Fringe – Grenzfälle des FBI (Fringe)

#### Bester Nebendarsteller in einer Dramaserie
John Noble – Fringe – Grenzfälle des FBI (Fringe)
Alan Cumming – Good Wife (The Good Wife)
Walton Goggins – Justified
Shawn Hatosy – Southland
Michael Pitt – Boardwalk Empire
John Slattery – Mad Men

#### Beste Nebendarstellerin in einer Dramaserie
Christina Hendricks – Mad Men

Margo Martindale – Justified
Michelle Forbes – The Killing
Kelly Macdonald – Boardwalk Empire
Archie Panjabi – Good Wife (The Good Wife)
Chloë Sevigny – Big Love

### Sparte Reality-TV

#### Beste Realityshow
Leben im Chaos (Hoarders)

The Real Housewives of Beverly Hills
Das Hausbau-Kommando – Trautes Heim, Glück allein (Extreme Makeover: Home Edition)
Alle meine Frauen (Sister Wives)
Undercover Boss

#### Beste Realityshow – Wettbewerb
American Idol
The Amazing Race
Dancing with the Stars
Project Runway
RuPaul’s Drag Race
Top Chef

#### Bester Moderator einer Realityshow
Mike Rowe – Dirty Jobs
Tom Bergeron – Dancing with the Stars
Cat Deeley – So You Think You Can Dance
Ty Pennington – Das Hausbau-Kommando – Trautes Heim, Glück allein (Extreme Makeover: Home Edition)
Ryan Seacrest – American Idol

### Weitere Kategorien

#### Beste Talkshow
The Daily Show with Jon Stewart
Chelsea Lately
The Ellen DeGeneres Show
Jimmy Kimmel Live!
The Oprah Winfrey Show

#### Vielversprechendste neue Serie
Es wurden alle folgenden Serien ausgezeichnet:
Alcatraz

Awake

Apartment 23 (Don’t Trust the B---- in Apartment 23)

Falling Skies

New Girl

Ringer

Smash

Terra Nova